# John-John Dohmen
John-John Dohmen (Anderlecht, 24 gennaio 1988) è un hockeista su prato belga.

## Palmarès

### Olimpiadi
- 1 medaglia:
  - 1 argento (Rio de Janeiro 2016)